# Move Along
Move Along es el segundo y hasta la actualidad más exitoso álbum de estudio de The All-American Rejects.

## Listado de canciones
1. "Dirty Little Secret" (3:16)
2. "Stab My Back" (3:55)
3. "Move Along" (4:00)
4. "It Ends Tonight" (5:09)
5. "Change Your Mind" (6:36)
6. "Night Drive" (4:22)
7. "11:11 PM" (2:01)
8. "Dance Inside" (3:45)
9. "Top of the World" (5:23)
10. "Straitjacket Feeling" (1:54)
11. "I'm Waiting" (4:58)
12. "Can't Take It" (3:55)

- Datos: Q1767978